# Altice Arena
Altice Arena (în trecut Pavilhão Atlântico) este o arenă în Lisabona, Portugalia. Poate susține până la 20.000 de oameni, fiind construit în 1998.
Printre artișii care au cântat pe scenă se numără: Madonna, Anastacia, Rihanna, Andrea Bocelli, Pussycat Dolls, Beyoncè, Shakira, Marilyn Manson, George Michael, Alicia Keys și 50 Cent. 
Campionatul Mondial de Atletism în sală din 2001 a fost organizat în Pavilhão Atlântico între 9 și 11 martie. În mai 2018 a găzduit Concursul Muzical Eurovision 2018.